# Perbrómsav
A perbrómsav a halogén oxosavak közé tartozó szervetlen sav, képlete HBrO4. A perjódsavval ellentétben a klór perklórsavból történő kiszorításával nem lehet előállítani, csak a perbromátion (BrO−4) protonálásával állítható elő. Vizes oldata 6 mol/dm³ koncentrációig töményíthető, ami stabil marad 100 °C-ig. Az ennél töményebb oldat már nem stabil. Fehér, szilárd alakban kikristályosítható, feltehetően dihidrát formában.
A perbrómsav erős sav és erős oxidálószer. A legkevésbé stabil a HXO4 általános összegképletű halogén oxosavak közül. Állás közben gyorsan brómsavra és oxigénre bomlik. Bázisokkal perbromátokat képez.

## Fordítás
Ez a szócikk részben vagy egészben  a   Perbromic acid című angol Wikipédia-szócikk ezen változatának fordításán alapul.  Az eredeti cikk szerkesztőit annak laptörténete sorolja fel. Ez a jelzés csupán a megfogalmazás eredetét és a szerzői jogokat jelzi, nem szolgál a cikkben szereplő információk forrásmegjelöléseként.

## További olvasnivalók
- (1969) „Perbromic acid and perbromates: synthesis and some properties”. Inorganic Chemistry 8 (2), 223. o. DOI:10.1021/ic50072a008.